# Кацанашвили, Отар Михайлович
Отар Михайлович Кацанашвили (род. 15 июня 1937, Грузинская ССР) — советский борец и тренер по самбо. Мастер спорта СССР, заслуженный тренер РСФСР, заслуженный работник физической культуры Российской Федерации, судья международной категории по самбо экстра-класса, почётный гражданин города Брянска.

## Биография
Отар Кацанашвили родился 15 июня 1937 года в Грузинской ССР. С детства увлекался вольной и классической борьбой. Становился чемпионом Грузинской ССР по чидаобе. Его коронным приёмом был бросок через бедро. В 1959 году был призван в армию, служил в Брянске. Там он стал одним из сильнейших борцов города. После демобилизации вернулся в Тбилиси, но спустя полтора года переехал в Брянск, вскоре женился. До 1967 года представлял Брянск на различных соревнованиях. 
Получил высшее физкультурное образование. С 1964 года работал тренером. С 1988 года являлся директором брянской специализированной детско-юношеской спортивной школы олимпийского резерва по борьбе. В середине середины 2010-х годов вышел на пенсию. Воспитал 8 мастеров спорта международного класса и 7 заслуженных тренеров России. Среди его учеников чемпионы Европы по самбо Валерий Дивисенко и Зинаида Борисова.

## Награды и звания
- Заслуженный тренер РСФСР
- Заслуженный работник физической культуры Российской Федерации (2009)[4]
- Медаль ордена «За заслуги перед Отечеством» 2 степени[1]
- Орден ФИАС[3]
- Почётный знак «За заслуги в развитии физической культуры и спорта»[3]
- Почётный гражданин города Брянска (2007)[3]